# Henry Edward Bunbury
Henry Edward Bunbury (ur. 4 marca 1778 w Londynie, zm. 13 kwietnia 1860 w Barton Hall w hrabstwie Suffolk) – brytyjski wojskowy, poseł do Izby Gmin, najstarszy syn znanego karykaturzysty Henry'ego Williama Bunbury'ego i Catherine Horneck, córki kapitana Kane'a Hornecka.

## Życiorys
Wykształcenie odebrał w Westminster School. W 1795 r. wstąpił do armii, do regimentu Coldstream Guards. W armii służył do 1809 r. i odznaczył się w bitwie pod Maidą w 1806 r. W latach 1809–1816 był podsekretarzem stanu w ministerstwie wojny i kolonii. W 1815 r. otrzymał awans na stopnień generała-majora i został odznaczony Krzyżem Kawalerskim Orderu Łaźni. Był odpowiedzialny za poinformowanie Napoleona Bonaparte o jego zesłaniu na Wyspę Świętej Heleny. Niedługo później otrzymał awans na stopień generała-porucznika.
Po śmierci swojego stryja w 1821 został 7. baronetem Bunbury. W latach 1825–1826 był szeryfem Suffolk. W latach 1830–1832 był aktywnym członkiem Izby Gmin, w której zasiadał jako reprezentant okręgu Suffolk. Był członkiem Stowarzyszenia Starożytności. Napisał kilka książek historycznych.
4 kwietnia 1807 r. na Sycylii, poślubił Louisę Emilię Fox (zm. wrzesień 1828), córkę generała Henry'ego Edwarda Foxa i Marianne Clayton, córki Williama Claytona. Henry i Louisa mieli razem czterech synów:
- Charles James Fox Bunbury (4 lutego 1809 - 18 czerwca 1886), 8. baronet
- Edward Herbert Bunbury (8 lipca 1811 - 5 marca 1895), 9. baronet, członek Izby Gmin z okręgu Bury St Edmunds w latach 1847-1852, autor Historii starożytnej geografii
- Henry William St Pierre Bunbury (2 września 1812 - 18 września 1875)
- kapitan Richard Hanmer Bunbury (18 grudnia 1813 - 23 grudnia 1857), ożenił się z Sarah Sconce, miał dzieci

22 września 1830 r. w Pau we Francji, poślubił Emily Louisę Augustę Napier (11 lipca 1783 - 18 marca 1863), córkę pułkownika George'a Napiera i lady Sarah Lennox, córki 2. księcia Richmond i Lennox. Henry i Emily nie mieli razem dzieci.